# Narr des Bürgerschützenhofes

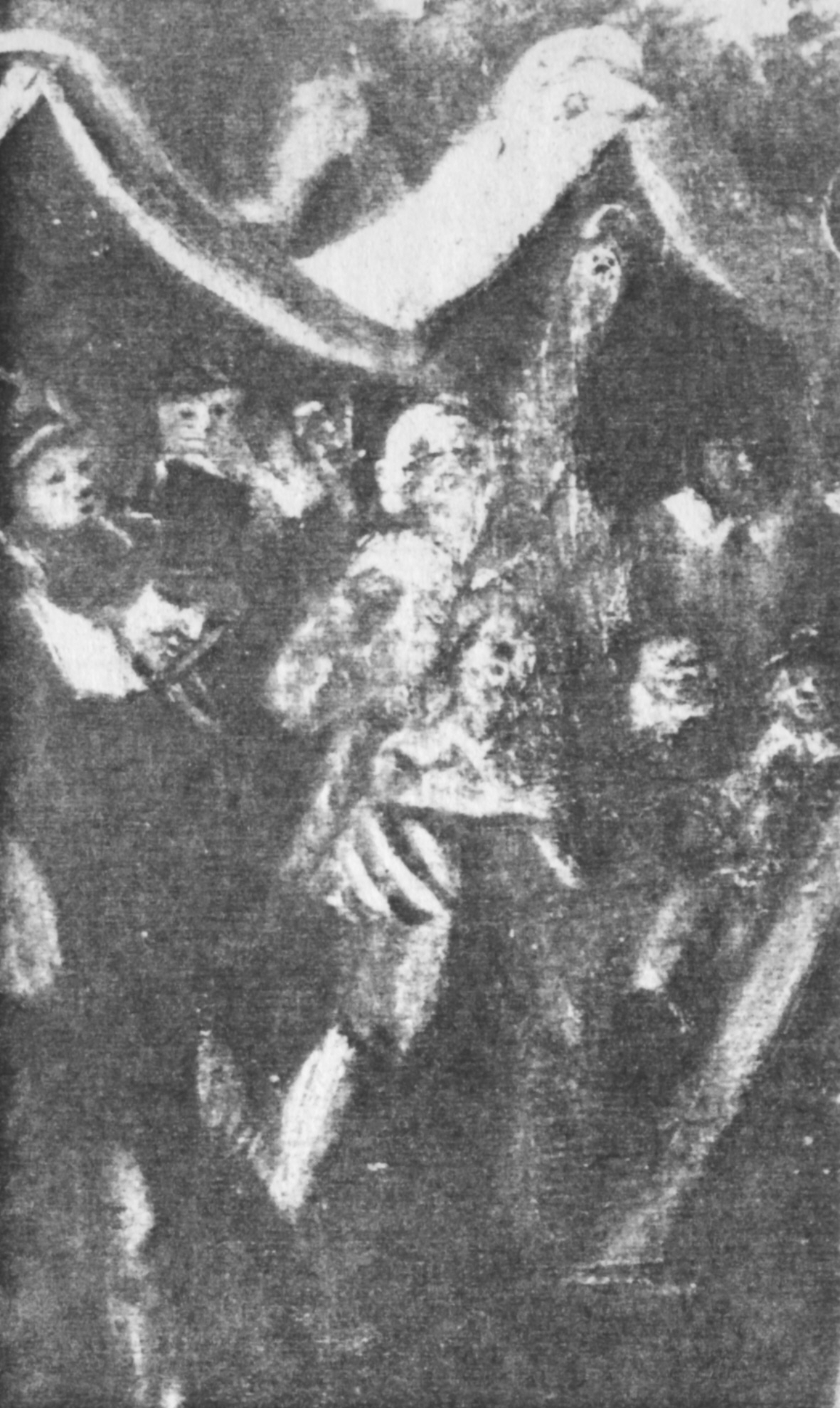
Der Narr des Bürgerschützenhofes, dargestellt auf einer bemalten Tafel von etwa 1650

Der Narr des Bürgerschützenhofes, unter anderem auch als Hansnarr, Havemeister und Pritschenmeister bezeichnet, wurde seit mindestens dem ausgehenden 16. Jahrhundert vom Lübecker Bürgerschützenhof unterhalten.

## Rolle
Der Narr trat nur einmal im Jahr auf, nämlich in der Zeit des Schützenfestes der Ämter, das vier bis fünf Tage dauerte und stets um den Johannistag herum stattfand. Jährlich wurde der Narr, der seine Position normalerweise über viele Jahre hinweg bekleidete, bei der Eröffnungsfeier zum Ausmarsch der Schützen durch ein Ritual mit symbolischer Prügel erneut in sein Amt eingeführt. Als fester Bestandteil der Schützenbräuche unterhielt er während des Fests unentwegt die Anwesenden mit derben Scherzen, begleitete den prunkvollen Umzug des amtierenden Schützenkönigs und verkündete am letzten Tag des Festes nach dem Königsschuss hoch zu Ross auf einem reich geschmückten Pferd den Namen des neuen Schützenkönigs.
Obwohl der Narr während des Schützenfestes eine sehr populäre Gestalt war, diskreditierte die Rolle ihren Inhaber für das gesamte übrige Jahr, weshalb er auch kaum eine Möglichkeit für einen normalen Broterwerb hatte. Zwar erhielt er vom Bürgerschützenhof für seine Tätigkeit beim Fest Lohn (1 Courantmark, 6 Schillinge und 6 Pfennige im Jahre 1600; 1 Courantmark, 8 Schillinge im 18. Jahrhundert), doch das war für den Lebensunterhalt eines ganzen Jahres nicht ausreichend. Darum war mit dem Narrenamt das Privileg verbunden, während des Schützenfestes außerhalb der strengen Beschränkungen der Bettelordnung Geld zu sammeln. In der Praxis bedeutete dies, dass jeder, der dem Narren eine Gabe verweigerte, damit rechnen musste, von ihm mit lautem Spott als Geizhals bloßgestellt und dem allgemeinen Gelächter preisgegeben zu werden.

## Aussehen
Schilderungen der Tracht des Narren sind rar; um 1785 trug er eine in Rot und Weiß (den Lübecker Wappenfarben) gestreifte Jacke mit einem schwarzen Reichsadler auf rotem Grund auf dem Rücken, eine gelbe Weste, Kniehosen mit je einem roten und weißen Strumpf und eine reich mit Federn und Schellen verzierte Narrenkappe. Dazu hielt er in einer Hand eine vielfarbige Pritsche, in der anderen eine mit bunten Bändern geschmückte Peitsche.
Aus der Mitte des 17. Jahrhunderts ist eine heute im St. Annen-Museum befindliche bemalte Holztafel erhalten, die in früheren Zeiten auf dem Markt aufgehängt wurde, um die Schießtage auf dem Bürgerschützenhof anzukündigen. Die Darstellung des Vogelschießens zeigt inmitten der Teilnehmer einen Mann, der in seinen Händen eine große Pritsche hält. Seine Kleidung in zeitgenössischem Schnitt aus rot-weiß gestreiftem Wams und Hosen sowie je einem roten und weißen Strumpf; auf seiner Brust prangt eine weiße Scheibe mit fünf schwarzen Punkten. Er ist nicht ausdrücklich als Narr bezeichnet, doch die Ähnlichkeiten seiner Kleidung mit der späteren Beschreibung machen es sehr wahrscheinlich, dass es sich um eine Darstellung des Narren des Bürgeschützenhofes handelt.
Die Kleidung wurde nicht vom Narren, sondern vom Bürgerschützenhof gestellt. Noch für 1830 findet sich im Inventar des Schützenhofes ein Kasten mit Lustigen Person sein Kleidungsstücken, für die zu dieser Zeit bereits seit 24 Jahren keine Verwendung mehr bestand.

## Geschichte
Der älteste erhaltene Beleg für die Existenz des Narren stammt aus dem Jahre 1598; in den Rechnungsbüchern des Bürgerschützenhofes ist seine Entlohnung mit 11 Schillingen verzeichnet. Im Jahre 1784 untersagte der Rat auf Betreiben der Schonenfahrer und zehn bürgerlicher Kollegien dem Narren vollständig das Betteln während des Schützenfestes. Die im Bürgerschützenhof vereinten Handwerksämter versuchten unter Verweis darauf, dass die Einnahmen aus der Bettelei den eigentlichen Lebensunterhalt des Narren bildeten, die Entscheidung zu verhindern, blieben aber erfolglos. Daraufhin zahlten die Ämter dem Narren für das laufende Jahr eine einmalige Entschädigung von 70 Courantmark und legten fest, dass er für seine Dienste fortan jährlich mit 50 Courant entlohnt werden sollte und während des Vogelschießens zusätzlich Anspruch auf 8 Schillinge Trinkgeld pro Tag hatte.
1791 erkrankte der bisherige Narr namens Jacobsen, und es war zweifelhaft, ob er in der Lage sein würde, beim Vogelschießen seine Rolle auszufüllen. Es gab Überlegungen, künftig ganz auf das Auftreten eines Narren zu verzichten, aber die Ämter bestanden auf der Aufrechterhaltung des Brauches. Auf der Suche nach einem geeigneten Ersatz kam man auf Jacob Zenner, einen Juden aus Moisling, der als bekannter Spaßmacher einen guten Ruf genoss und unter anderem auch für den Fürstbischof in Eutin als Unterhaltungskünstler tätig war. Als aber die Vertreter der Ämter und des Bürgerschützenhofes Bürgermeister Hermann Georg Bünekau informierten, dass sie Zenner engagiert hatten, machte dieser Einwände geltend: Nach geltendem Recht durfte nur der Lübecker Schutzjude, aber kein anderer Jude die Stadttore passieren. Somit hätte Zenner nicht an den Umzügen teilnehmen können, die zu Beginn und Abschluss des Vogelschießens durch das Holstentor führten. Bürgermeister und Rat lehnten eine Ausnahmegenehmigung kategorisch ab; Zenner erhielt eine Entschädigung, Jacobsen bekleidete trotz seiner Erkrankung die Rolle und trat auch im folgenden Jahr noch einmal an.
Während der Franzosenzeit fanden von 1807 bis 1815 keine Schützenfeste statt. Der letzte Narr, ein Hamburger namens Schröder, erhielt am 12. Februar 1807 noch eine Courantmark vom Bürgerschützenhof ausgezahlt, dann verlor sich das Amt des Narren. Nach der Wiederaufnahme des Vogelschießens äußerten die Ämter 1817 den Wunsch, daß bei dem Schießfeste der lustige Mann oder sog. Hans Narr wieder eingeführt werde und wiederholten dieses Anliegen 1818. Aber da derbe Narrenspäße nicht mehr dem Zeitgeschmack des anbrechenden Biedermeier entsprachen, verzichtete man letztlich endgültig auf die Wiederbelebung des Narren.